# 直角カルダン駆動方式

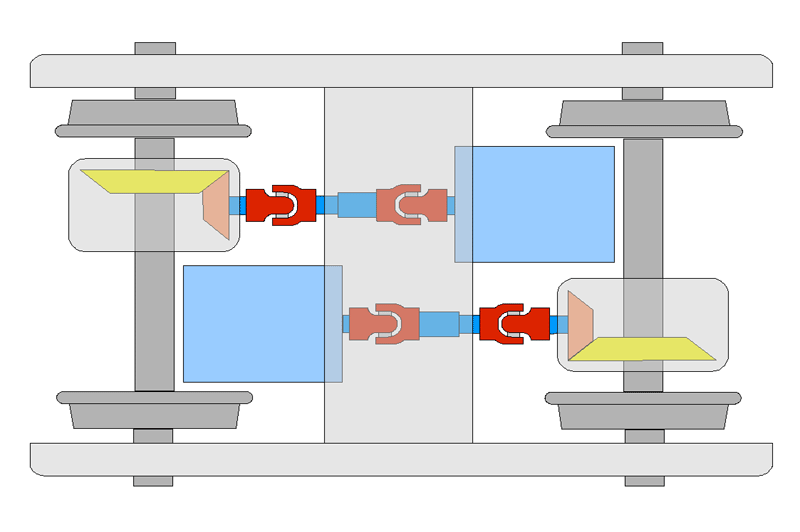
直角カルダン駆動方式
赤い部分がカルダンジョイント

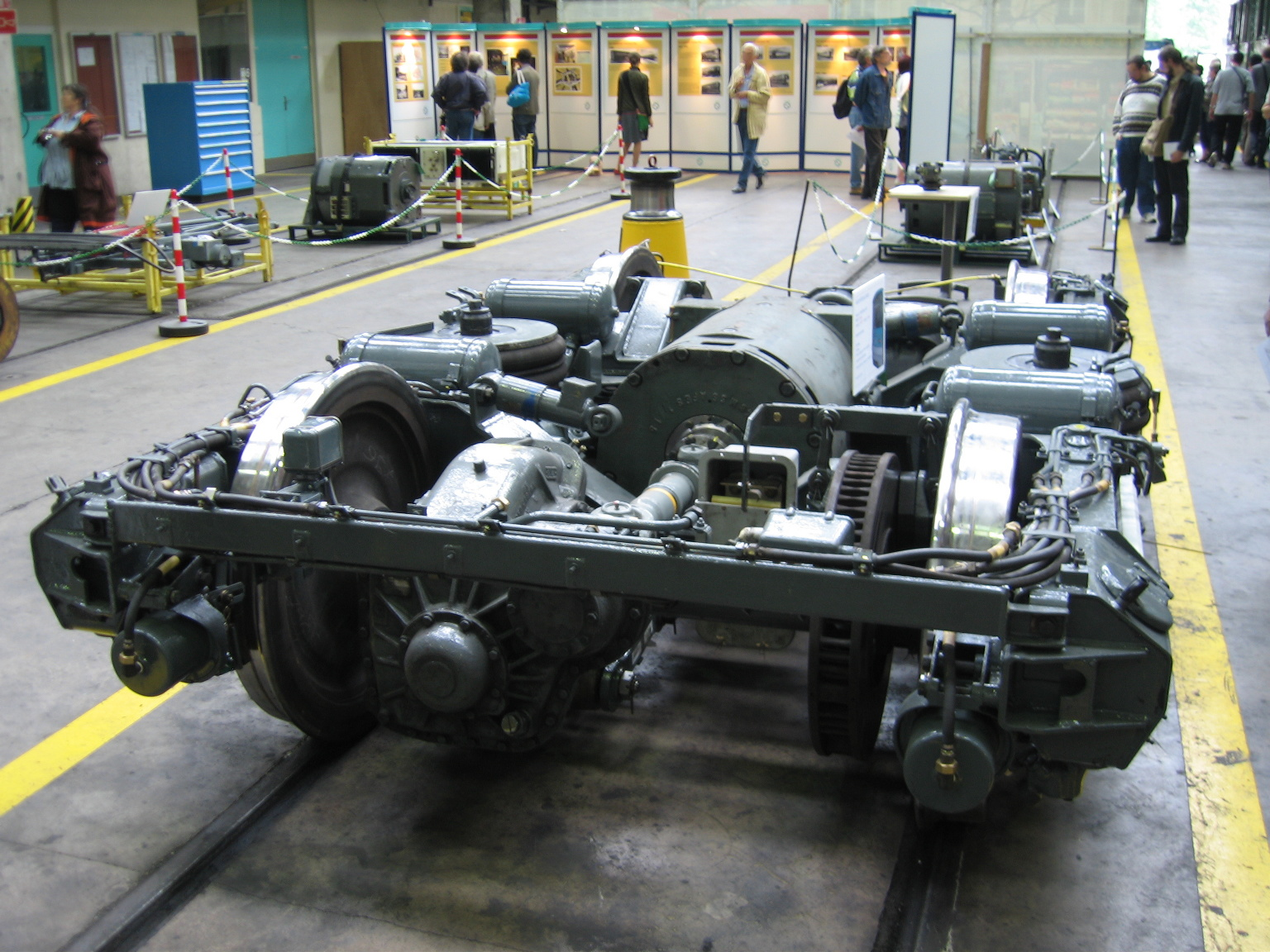
乗り越しカルダン駆動台車
MF67形 パリメトロ

直角カルダン駆動方式（ちょっかくカルダンくどうほうしき）は、電車のモーター駆動方式のうち、カルダン駆動方式の一種。

## 概要

### 一般的な形式
台車枠の中に、車軸と直角にモーターを台車枠に固定する。ここから自動車同様のカルダン・ジョイント付プロペラシャフトと、スパイラル・ベベルギア（ねじり傘歯車）を介して車軸を駆動する。
メリットは比較的構造が簡単なこと、狭軌であっても主電動機の容積が比較的大きく取れること、特にハイポイドギヤを用いるとギヤ比選定に自由度が高いこと、等。それに対して、デメリットはスパイラル・ベベルギアやハイポイドギヤの噛み合わせ整備に手間が掛かる、台車の全長が他のカルダン駆動方式に比べて長くなってしまう、プロペラシャフトの分とギヤケースの剛性確保のため平行カルダンよりも重量が大きい、大トルク駆動の場合駆動軸左右車輪に輪重差が生じる、などがある。
同種の発想は古くから存在していたが、アメリカの路面電車会社各社が共同開発した高性能路面電車PCCカー（1935年）の駆動システムに用いられて以来、広まった。

### ドルトムント方式
直角カルダン駆動方式の一種で、台車枠の中で、前後2軸をベベルギアを用いて、途中にスプラインジョイントを設けたプロペラシャフトで連結し、その途中に主電動機を搭載し、プロペラシャフトに歯車で回転を伝達する方式。自動車の四輪駆動方式（ミッドシップ4WD）とよく似た構造となる。
1921年にドイツのドルトムントで試作・発表されたため、ドルトムント・カルダン・ドライブと呼ばれる。
この方式は、本来の構造では2個の主電動機を1つの駆動軸に接続するため、電動機の共振による騒音の発生や電動機の破壊の問題があり、やがて米国の重電メーカーが一般化させた上記の形式が世界的にも直角カルダン駆動方式の主流を占める。
しかしドルトムント方式は、両軸式の主電動機を用いて、台車あたりの主電動機を1個とする、いわゆる1トラック1モーター方式をとることが出来るため、この用途として後年に生き残ることになった。
そのほか、東洋電機製造が実用化したツインディスク継手を用いた直角カルダン駆動方式も存在する。

## 日本での事例

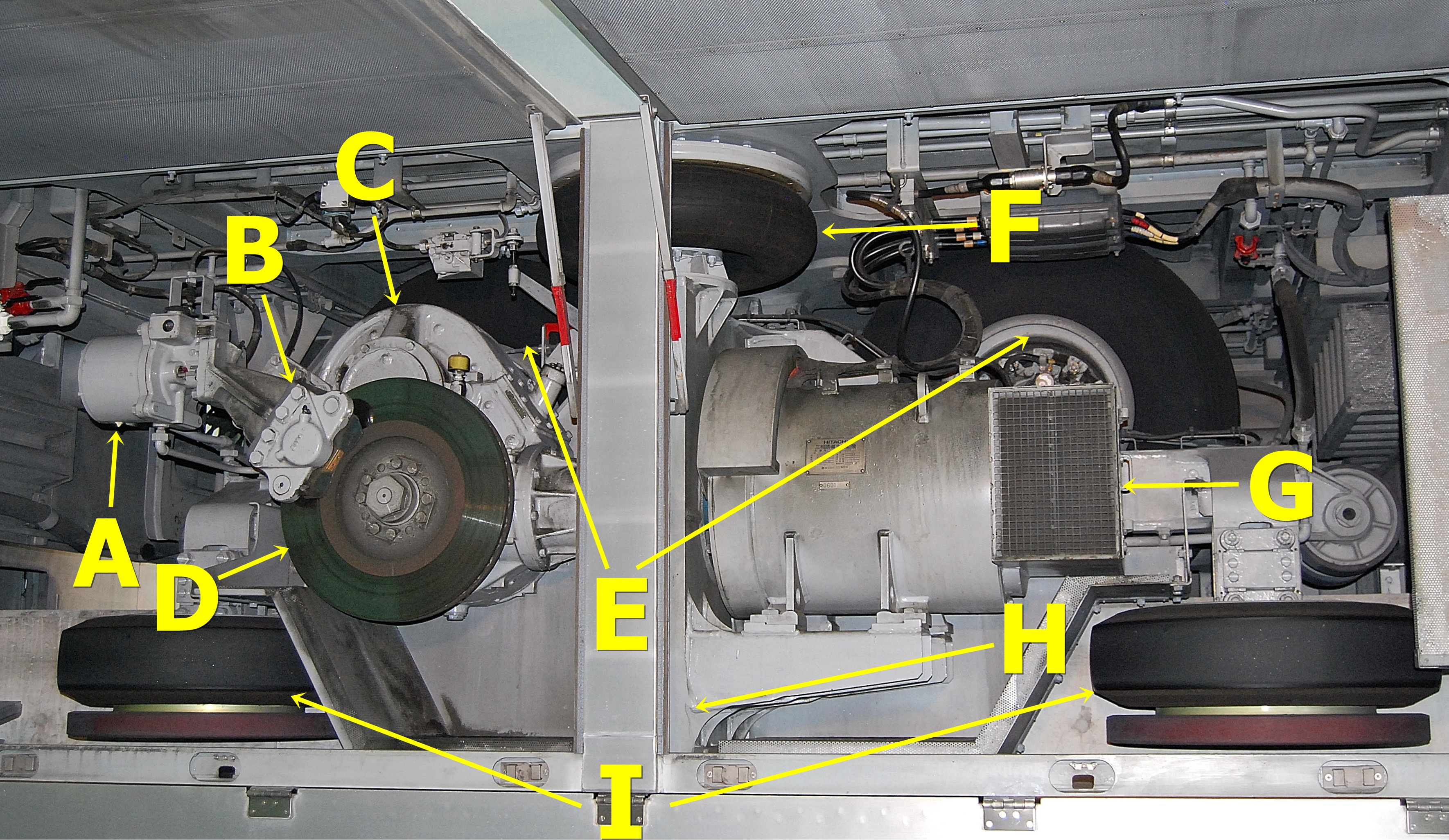
多摩都市モノレール1000系電車の動力台車、インバータ駆動式でTD継手式直角カルダンが採用されている。（各部の詳しい説明は画像をクリックしてください）

日本では、1951年2月に東芝製の試作直角カルダン駆動台車を、東芝が所有していた旧鉄道省モハ41071戦災復旧のモハ1048号に装架し、小田急電鉄の線路を借用して走行テストしたのが最初である（この試験運転は一般に「相武台実験」と呼ばれ、日本で初めてカルダン駆動方式のテストが行われた例と言われている）。
一般営業用車両では、1952年に国鉄の試作電気式気動車キハ44000形に45kW形が初採用され、1953年には東武鉄道の特急電車5700系5720番台に搭載された（故障が相次いだため、後に吊り掛け駆動方式に改造）。本格的な採用は1954年以降で、東急5000系電車がその代表例である。
また、ドルトムント方式は1台車1主電動機方式の駆動系として東急6000系電車（B編成）にて採用されたが、同系列自体が試作レベルで終わったため、普及せずに終わった。
路面電車ではPCCカーの影響を受け、大阪市交通局3000形・3001形、名古屋市交通局などで弾性車輪と組み合わせて多く用いられた。
1950年代、前述の東急や小田急、相模鉄道、阪神電気鉄道、名古屋市営地下鉄100形など初期のカルダン駆動電車に広く用いられ、特に阪神では標準軌の鉄道としては異例である同方式の採用となった。
しかしながら、1950年代末期以降、新型継ぎ手の開発と、主電動機の小型化が進んだことから、整備性の良い平行カルダン駆動方式への移行が進んで廃れたが、相鉄だけは21世紀に突入した年の2001年まで直角カルダン駆動の車両を製作し続け、JR東日本E231系電車に準じた車両である10000系電車の導入の際にTD平行カルダン駆動方式へ移行した。
なお、新交通システムやモノレール、トロリーバスに関しては、車体構造等の関係から現在も直角カルダン方式が採用されている。
新幹線においては、951系の現車走行試験において大きなばね下質量の影響で著大輪重が発生し速度向上が阻害された時、その解決策として弾性車輪の採用が検討された、それまで車輪側面についていたブレーキディスクの熱が弾性車輪に悪影響を与えるため、ブレーキディスクをモーターと駆動装置を結ぶ駆動軸上に配置した直角カルダン試作台車DT9014が製作されたが台上回転試験を行っただけで放棄された（弾性車輪の寿命上の問題といわれている）。
日本初のVVVFインバータ制御式電車である熊本市交通局8200形電車は、1台車1モーターの直角カルダン方式である。
日本製の超低床電車である広島電鉄5100形電車はWN継手式直角カルダンである。また、沖縄都市モノレール1000形電車ほかのインバータ駆動式跨座型モノレールはTD継手式直角カルダンである。
鉄道研究者や鉄道ファンの中には、車体装架カルダン駆動方式を広義の「直角カルダン」の一種と捉える考え方もある。